# Bleptina minimalis
Bleptina minimalis är en fjärilsart som beskrevs av Barnes och Mcdunnough 1912. Bleptina minimalis ingår i släktet Bleptina och familjen nattflyn. Inga underarter finns listade i Catalogue of Life.